# Erdeniin Tobchi
Erdeniin Tobchi is een nationale kroniek en verzameling van Mongoolse juridische wetten van historische inhoud geschreven in 1662. Het wordt gewoonlijk De Kronieken van Sagang Sechen genoemd.
Erdeniin Tobchi wordt in het algemeen beschouwd als de eerste moderne en betrouwbare bron van de geschiedenis van Mongolië. De eerste vertaling naar een westerse taal werd in 1829 voltooid in het Duits door de Nederlandse Moravische missionaris Isaac Jacob Smidt.